# Грегори Дел Пиеро
Грегори Дел Пиеро (Gregory Del Piero, роден като Gregory Dugas) е френски музикален продуцент и диджей.
Грегори Дел Пиеро започва като DJ през 1987 г. През лятото на 1998 г. среща нюйоркчанина Джо Клаусел (Body & Soul), който по това време е на турне във Франция. След запознаването си с артиста, Грегори решава да задълбочи интереса си към музиката и се мести в Сан Франциско, където започва да работи над характерното звучене, с което е познат – дийп и соулфул хаус.
Първият сингъл на Грегори, именован „Don't Hesitate“ бива запизан за Subliminal Records, като изданието бива последвано от продукция, сочена като дълбоко рефлектираща и „емблематична“ за индустрията, с ремикси като този за Miguel Migs & Jay-J „friend of mine“, записано за Black Vinyl, „Won't Stop“, с участието на Latrice Barnett, или класиката Anytime.
Грегори се превръща в един от най-уважаваните продуценти на соулфул сцената, продуцирайки и правейки римейки на артисти като Byron Stingily (Ten City), Susu Bobien, Keith Thompson (Raze/Break For Love), Jojo Haley, Pepper Mashay, Stephanie Cooke, Latrice Barnette, Bill „The Buddah“ Dickens and Kenny Bobien, както и много други.
Грегори е познат с гастролите си в Сан Франциско и чужбина – Детройт, Маями, Лос Анджелис, Дубай, Братислава, Копенхаген и пр.

## Дискография

### Албуми
- 2006: I Love You More

### Сингли
- 2001: „Don't Hesitate“ – Subliminal Soul Records
- 2005: „Won't Stop“ с участието наLatrice Barnett – Soulstar Records
- 2005: „Anytime“ с участието наLz Love – Swing City Records
- 2006: „You“ с участието наKenny Bobien – Loveslap Recordings
- 2006: „Visions“ с участието наBilly Love – Loveslap Recordings
- 2006: „Wonderful“ с участието наKenny Bobien – Loveslap Recordings
- 2006: „In The Churches“ с участието наRi – Del Records
- 2006: „Don't You Ever Get“ с участието наKenny Bobien – Del Records
- 2007: „Just Like That“ – Del Records
- 2007: „Insanity“ – Del Records
- 2007: „Open Up“ с участието наValerie Troutt – Del Records
- 2007: „Rewind“ с участието наBilly Love – Swank Recordings
- 2007: „Don't Fight The Feeling“ с участието наBilly Love – Del Records
- 2008: „Don't You Ever Get“ с участието наKenny Bobien
- 2008: „I Love You More Part 1“
- 2008: „Whisper“ с участието наBilly Love – Del Records
- 2008: „My Only Love“ с участието наBilly Love – Del Records
- 2009: „Shining On“ с участието наBilly Love – Del Records
- 2009: „Each Other“ с участието наParis Brightledge – Del Records
- 2009: Kenny Bobien „Let Me Apologize“ – Del Records
- 2009: „D.E.T.R.O.I.T“ с участието наBilly Love – Del Records

### Ремикси
- 2003: Miguel Migs and Jay-J с участието наJojo Haley „Friend Of The Blues“ – Black Vinyl Records
- 2007: Dj Ax с участието наMiss Ficel „Avec Toi“ – Del Records
- 2008: Island Groove & Keith Thompson „Soul Surrender“ – Walking Monster Records
- 2008: Harley & Muscle с участието на Byron Stingily „My Friend“ – Soulstar Records
- 2008: Castillo & Face featuring Jennifer Perryman „Love's Wine“ – 3345 Music
- 2008: Queens Club Project „Super Dancer“ – Music Taste Recordings
- 2008: Dj Greg с участието наKaysee „This Time“ – Del Records
- 2009: Passionardor „There's a candle“ – Del records
- 2009: Satya Project „Bora's Bounce“ – Xtrasolar Records
- 2009: Steven Stone с участието на Nyla Ray „Makes You High“ – Soul Deluxe Records
- 2009: Passionardor „Thinking Of You“ – Del Records
- 2009: Formentera – „Herbasana on the Rocks 2009“
- 2009: Alex Botar с участието на Alec Sun Drae – „Love E.P.“ – Del Records
- 2009: Island Groove – „Just Remember“ – Del Records
- 2009: Frooty Collective с участието на Alec Sun Drae – „Gotta Feel“ – Del Records
- 2009: DeejayKul с участието наLenny Hamilton – „Change“ – XtraSolar Recordings
- 2009: Steven Stone с участието на Anthony Moriah „Bundel Of Love“ – Soul Deluxe Records
- 2009: Lucarelli с участието на Shelley Nelson „Love 4 Love“ – Deep Red Records
- 2010: Pepper MaShay & Alfredo Norese „Things U Do To Me“ – Del Records
- 2010: Midnight Express с участието наMichelle Weeks „Treat Me Right“ – Music Taste Recordings
- 2010: Monday Michiru „Sand Of Time“ – XtraSolar Recordings
- 2010: Diva Down Entertainment с участието на Su Su Bobien „Praise Always“ – GKF Records
- 2010: Fabrizio Marra & Spiritual Blessings с участието наStephanie Cooke – „Old Friends“ – GKF Records
- 2010: Keith Thompson „Feel My Love“ – Thompsonic Recordings
- 2010: Spiritual Blessings с участието на Lisa Mayes „Not Only Human“ – Del Records

### Компилации
- 2009: Del Presents Digital Club Vol. 1
- 2009: Del Presents Digital Deep Vol. 1
- 2009: Del Presents Digital Lounge Vol. 1

### Може да бъде чут в
- 2004: Hed Kandi: Stereo Sushi Vs. Sake Vol. 6
- 2004: G Lounge Milano 2
- 2005: Loveslap Fall Sampler
- 2005: Heartbeat Mixed Julius Papp
- 2005: Loveslapped Vol. 4
- 2005: Cafe Solaire 7
- 2005: Luxury House For A Relaxed Mood
- 2006: Ibiza Beach Anthems 2006
- 2006: Strictly House Vol 5
- 2006: House Top 100 Vol 6
- 2006: Play House Vol 11
- 2006: The Sound Of Love and Dedication 3
- 2006: Hed Kandi: Swing City Miami
- 2006: An Exciting House Mix For An Unforgettable Dinner
- 2006: Magnetic Sounds
- 2006: The Remixes Vol 1
- 2007: Secret Disco
- 2007: Pink 1
- 2007: Cafe Solaire Vol 12
- 2007: The Music From The Fashion Week Vol. 4
- 2008: House Is Love Vol: 2
- 2009: Kay Rush Presents Unlimited VII
- 2009: Del Presents Digital Club Vol. 1
- 2009: Del Presents Digital Deep Vol. 1
- 2010: Del Presents Digital Lounge Vol. 1